# Маккалли, Рейчел
Рейчел Маккалли (англ. Rachael McCully; в девичестве Флэнаган (англ. Flanagan); родилась 5 апреля 1982 года в Аделаиде, штат Южная Австралия, Австралия) — австралийская профессиональная баскетболистка, выступавшая в женской национальной баскетбольной лиге. Играла на позиции разыгрывающего защитника. Чемпионка женской НБЛ (2015). В составе национальной сборной Австралии она стала бронзовым призёром летней Универсиады 2005 года в Измире.

## Ранние годы
Рейчел Маккалли родилась 5 апреля 1982 года в городе Аделаида (штат Южная Австралия).